# Gessertshausen
Gessertshausen è un comune tedesco di 4 292 abitanti, situato nel land della Baviera.